# Марбах, Карл-Гейнц
Карл-Гейнц Марбах (нем. Karl-Heinz Marbach; 5 июля 1917, Кольберг — 27 сентября 1995, Бонн) — немецкий офицер-подводник, капитан-лейтенант (1 сентября 1944 года).

## Биография
3 апреля 1937 года поступил на флот кадетом. 1 августа 1939 года произведен в лейтенанты.

## Вторая мировая война
Служил на легких крейсерах «Лейпциг» и «Нюрнберг», а затем занимал штабные должности. Весной 1940 года переведен в подводный флот. Служил на подлодке U-101, которой командовал Эрнст Менгерсен, в марте — ноябре 1941 года совершил на ней 3 боевых похода, во время которых было потоплено 3 судна противника.
С 1 января по 3 февраля 1942 года командовал подлодкой U-101, с 6 мая по 30 июня 1942 года — U-29, с 1 июля по 30 ноября 1942 года — U-28, однако в боевых походах участия не принимал.
17 декабря 1942 года назначен командиром подлодки U-953 (Тип VII-C), на которой совершил 7 походов (проведя в море в общей сложности 227 суток). Лодка Марбаха базировалась в Бресте (Франция).
Хотя Марбах потопил только одно судно (водоизмещением 1927 брт), он проявил себя отчаянно храбрым командиром и 22 июля 1944 года был награждён Рыцарским крестом Железного креста.
3 августа 1944 года после церемонии награждения направлен в Бремен для наблюдения за строительством лодок Типа XXI. 17 декабря получил подлодку U-3014, однако в боевых действиях уже участия принять не смог. 3 мая 1945 года взят в плен. Освобожден одним из последних подводников в феврале 1948 года.
Автор мемуаров «Из Кольберга через Ла-Рошель в Берлин».